# Celso Giglio
Celso Antônio Giglio (Campinas, 19 de fevereiro de 1941 - São Paulo, 11 de julho de 2017) foi um médico e político brasileiro filiado ao PSDB. Filho de Antônio Giglio e de Maria Gatti Giglio, foi casado com Glória Giglio. Formou-se em Medicina, na Faculdade de Medicina do Triângulo Mineiro, foi residente de cirurgia na Associação de Combate ao Câncer do Brasil Central e especializou-se em Cirurgia Geral e Obstetrícia na Santa Casa de Misericórdia de São Paulo. Formou-se em Administração Hospitalar pela USP e especializou-se em Ginecologia e Obstetrícia.
Em 1988, Celso Giglio foi eleito vereador em Osasco. Em 1992, foi eleito prefeito da mesma cidade, com 54,12% dos votos. Quando seu mandato acabou, recebeu o índice de 92% de aprovação popular, se tornando o prefeito que teve a nota mais alta do Brasil. Celso Giglio foi um líder municipalista. Em 1995 coordenou o movimento "União pelo Município" que teve adesão de 2.700 prefeituras de todo o país, que defendeu os interesses municipais durante o processo de discussão da reforma tributária. Em 1997 assumiu a presidência da Associação Paulista de Municípios. Em 1998, foi eleito deputado federal (o 5º mais votado de São Paulo e o 1º mais votado da coligação PTB-PSDB, com 190 047 votos), sendo a voz dos municipalistas no Congresso Nacional.
Em 2000, voltou à prefeitura de Osasco, com o lema "Cidade Trabalho". Em 2004 tentou a reeleição, mas perdeu para Emídio Pereira de Souza no segundo turno. Atuou como superintendente do IAMSPE, no governo de Geraldo Alckmin, após perder as eleições para prefeito de Osasco. Foi eleito deputado estadual em 2006, tendo sido o deputado com o maior número de votos da cidade de Osasco.
Em 2012 foi eleito prefeito de Osasco para um terceiro mandato, mas não pôde assumir por ter tido sua candidatura impugnada. Giglio teve a candidatura impugnada pelo Tribunal Regional Eleitoral de São Paulo com base na Lei da Ficha Limpa, porque teve as contas referentes à sua gestão em 2004 rejeitadas pela Câmara Municipal. Ele recorreu ao TSE para permanecer na disputa, mas não obteve êxito. O TSE manteve por unanimidade (sete votos a zero) o indeferimento ao registro da candidatura de Giglio, posição que foi confirmada pelo Supremo Tribunal Federal.
Em 2014, Celso Giglio foi reeleito Deputado Estatual, sendo o mais votado da cidade de Osasco no pleito.
Em 20 de julho de 2016, Celso Giglio teve negado o pedido de tutela de urgência para tentar reverter a rejeição de suas contas, referentes à gestão de 2004. A decisão foi tomada pela 2ª Vara da Fazenda Pública do Foro de Osasco. Com a decisão, Celso Giglio fica inelegível para disputar as eleições municipais de 2016.
Na tarde do dia 11 de julho de 2017, depois de ficar por quase dois meses internado no hospital Albert Einsten por conta de uma queda em sua casa, Celso Giglio morreu aos 76 anos devido a uma infecção generalizada. Giglio era viúvo desde junho de 2013. Com a mulher Glória Giglio, que morreu vítima de um acidente automobilístico, teve cinco filhos, sendo três homens e duas mulheres, e mais quatro netos.

## Desempenho em eleições
| Ano  | Eleição               | Coligação                                                        | Partido | Candidato a       | Votos         | Votos em Osasco                                            | Resultado                        |
| ---- | --------------------- | ---------------------------------------------------------------- | ------- | ----------------- | ------------- | ---------------------------------------------------------- | -------------------------------- |
| 1988 | Municipal de Osasco   | PTB                                                              | PTB     | Vereador          | —             | 5 566 (1º)                                                 | Eleito                           |
| 1990 | Estadual de São Paulo | União por São Paulo (PDS, PRN, PTB e PDC)                        | PTB     | Deputado Estadual | 26 891 (53º)  | 22 395 (1º)                                                | Eleito                           |
| 1992 | Municipal de Osasco   | PTB                                                              | PTB     | Prefeito          | —             | 126 406 (1º - turno único)                                 | Eleito                           |
| 1998 | Estadual de São Paulo | São Paulo no Rumo Certo (PTB, PSD, PSDB)                         | PTB     | Deputado Federal  | 190 047 (5º)  | 125 720 (1º)                                               | Eleito                           |
| 2000 | Municipal de Osasco   | PTB, PFL                                                         | PTB     | Prefeito          | —             | 170 792 (1º - turno único)                                 | Eleito                           |
| 2004 | Municipal de Osasco   | PP, PDT, PSL, PSC, PFL, PSDC, PRTB, PTC, PSB, PRP, PSDB, PT do B | PSDB    | Prefeito          | —             | 167 846 (2º - primeiro turno) 181.633 (2º - segundo turno) | Não Eleito                       |
| 2006 | Estadual de São Paulo | PFL, PSDB                                                        | PSDB    | Deputado Estadual | 111 302 (19º) | 77 134 (1º)                                                | Eleito                           |
| 2008 | Municipal de Osasco   | DEM, PSDB                                                        | PSDB    | Prefeito          | —             | 121 455 (2º - turno único)                                 | Não Eleito                       |
| 2010 | Estadual de São Paulo | DEM, PSDB                                                        | PSDB    | Deputado Estadual | 91 289 (51º)  | 65 953 (1º)                                                | Eleito                           |
| 2012 | Municipal de Osasco   | PSD, PSDB                                                        | PSDB    | Prefeito          | —             | 149 579 (1º - turno único)                                 | Não Eleito - Candidatura Cassada |
| 2014 | Estadual de São Paulo | Coligação Proporcional PSDB/DEM/PRB/PPS                          | PSDB    | Deputado Estadual | 76 471 (67º)  | 55 001 (1º)                                                | Eleito                           |
| 2016 | Municipal de Osasco   | PSDB, DEM, SD                                                    | PSDB    | Prefeito          | —             | 71 657 (3º - turno único)                                  | Não Eleito                       |